# Адриано (футболист, р. 1984)
Вижте пояснителната страница за други личности с името Адриано.
Адриано Корея Кларо (на португалски: Adriano Correia Claro) е бразилски футболист играещ като ляв бек за ФК Барселона.
Един от малкото играчи в професионалния футбол, който наистина е двуличен, той е способен да играе като защитник или халф, от двете страни на терена.
Роден е на 26 октомври 1984 г. в Куритиба, Парана.
На 16 юли 2010 г. Адриано подписва за 4+1 години договор. Барселона плаща 9,5 милиона евро на ФК Севиля, а освобождаващата клауза в договора му възлиза на 90 милиона евро. Получава номер 21, който е освободен от украинския защитник Дмитро Чигринский след само една прекарана година на Камп Ноу.
На 2 февруари 2011 г. на полуфинала за Копа дел Рей Адриано вкарва първия си гол за каталунците за победата с 3:0 срещу Алмерия.

## Успехи
Барселона
- Примера дивисион (1): 2014 – 15
- Купа на краля (1): 2014 – 15
- Шампионска лига (1): 2014 – 15